# XXI зимові Олімпійські ігри (срібна монета)
«XXI зимо́ві Олімпі́йські і́гри» — срібна пам'ятна монета номіналом 10 гривень, випущена Національним банком України. Присвячена важливій події у світовому спортивному житті — XXI зимовим Олімпійським іграм у місті Ванкувер (Канада).
Монету введено до обігу 25 січня 2010 року. Вона належить до серії «Спорт».

## Опис та характеристики монети
| Номінал грн. | Метал           | Маса, грам   | Діаметр, мм. | Якість виготовлення | Гурт                           | Тираж, штук |
| ------------ | --------------- | ------------ | ------------ | ------------------- | ------------------------------ | ----------- |
| 10           | срібло (Ag 925) | 31,1 / 33,62 | 38,6         | пруф                | гладкий із заглибленим написом | 8 000       |

### Аверс
На аверсі монети розміщено: угорі малий Державний Герб України, напис півколом «НАЦІОНАЛЬНИЙ БАНК УКРАЇНИ», зимову композицію, що символізує рух, праворуч — рік карбування монети «2010», унизу на рельєфному тлі — номінал «10»/«ГРИВЕНЬ».

### Реверс

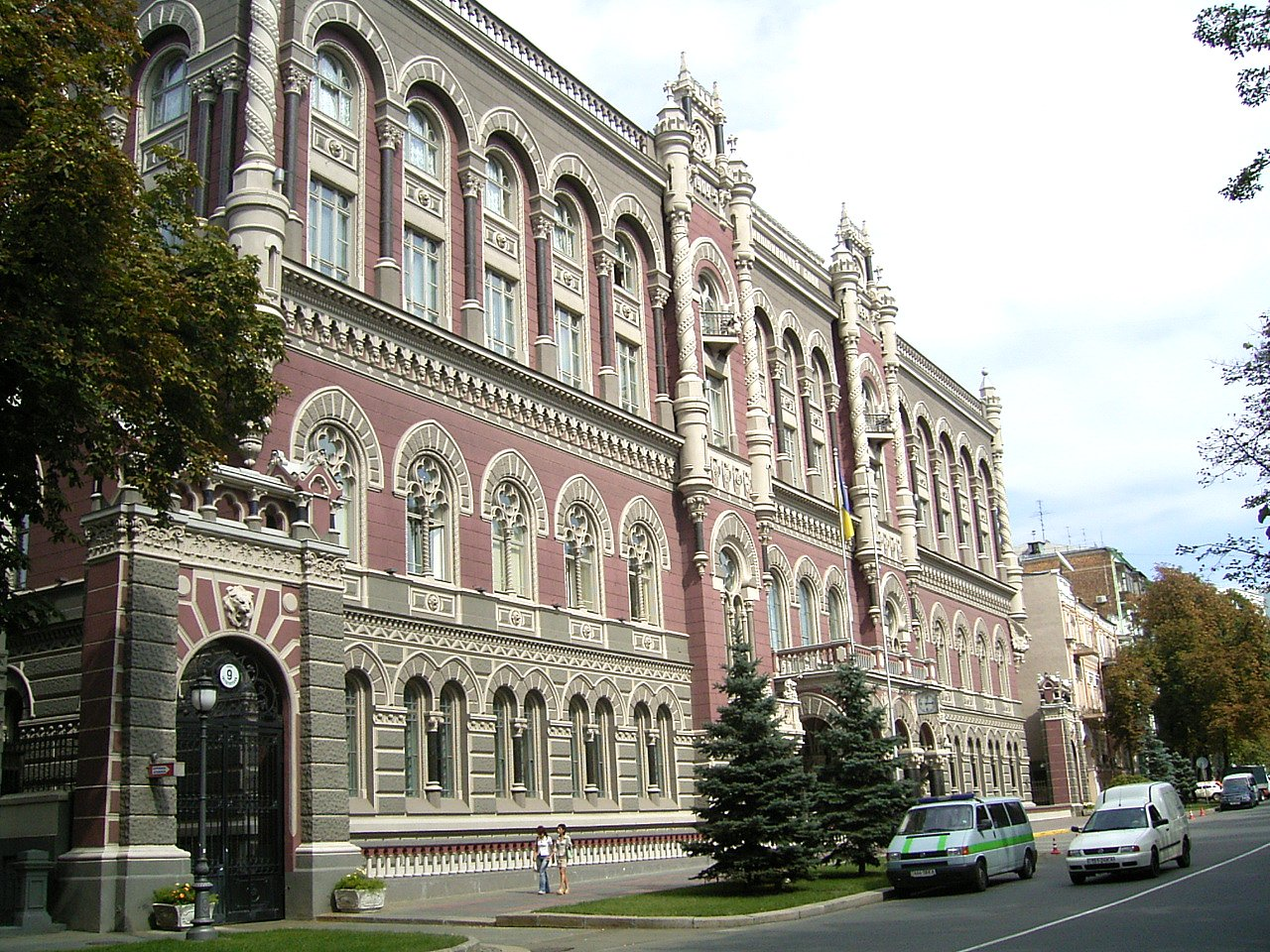
Будівля Національного банку України

На реверсі монети розміщено стилізовану голографічну крижинку із цифрами «XXI», навколо якої зображено представників різних видів спорту: біатлону, фристайла, фігурного катання, ковзанярського спорту тощо і написи «ЗИМОВІ ОЛІМПІЙСЬКІ ІГРИ»/ «ВАНКУВЕР 2010».

## Автори
- Художники: Володимир Таран, Олександр Харук, Сергій Харук.
- Скульптор — Володимир Дем'яненко.

## Вартість монети
Ціна монети — 1082 гривні, була вказана на сайті Національного банку України у 2016 році.
Фактична приблизна вартість монети, з роками змінювалася так:
| Рік        | 2010 | 2011 | 2012 | 2013 | 2014 | 2015 | 2016 | 2017 | 2018 | 2019 | 2020 | 2021  | 2022  | 2023  | 2024  | 2025  |
| ---------- | ---- | ---- | ---- | ---- | ---- | ---- | ---- | ---- | ---- | ---- | ---- | ----- | ----- | ----- | ----- | ----- |
| Ціна, грн. | 400  | 450  | 550  | 500  | 450  | 550  | 850  | 870  | 900  | 800  | 760  | 1 100 | 1 600 | 1 900 | 2 730 | 3 200 |